# Etsha 13
Etsha 13 é uma vila localizada no Distrito do Noroeste em Botswana. Possuía, em 2011, uma população estimada de 2 377 habitantes.